# Acropteris nigrisquama
Acropteris nigrisquama es una especie de polilla del género Acropteris, familia Uraniidae.

## Taxonomía
Fue descrita científicamente por Warren en 1897.